# Cais-cais
Eufónia-de-garganta-verde ou cais-cais (Euphonia chalybea) é uma espécie sul-americana de ave da família Fringillidae que habita florestas subtropicais ou tropicais húmidas de baixa altitude. Tais aves contam com cerca de 12 cm de comprimento, um bico muito grosso e alto e plumagem das partes superiores e garganta azuis, encontrando-se ameaçadas por perda de habitat. Também são conhecidas pelos nomes de gaipapo, gaipara e gaturamo-verde.